# FormulaTV
FormulaTV és un portal d'Internet dedicat al món de la televisió llançat l'any 2004. Es tracta d'un dels portals temàtics televisius més visitats a Espanya. Fou fundat i dirigit per Xabier Migelez Pérez fins que el va deixar el 2016. Fou substituït per Héctor Alabadí Toledo.
El portal publica de forma diària informació multimèdia per als amants i professionals de la televisió com a notícies, audiències o programació, entre d'altres. Una de les funcions destacades és la possibilitat de consultar l'audiència dels programes l'endemà.

## Estructura
El portal es divideix en diverses seccions, com poden ser notícies, sèries de televisió, programació, blogs, fòrums. A més existeix la possibilitat de consultar les audiències de les sèries i programes de televisió l'endemà de la seva emissió. Pot veure's per mes, per dia, per programa, i fins i tot totes les dels dies del mes actual.
També té seccions especials com poden ser de programes, sèries, realities, etc. en el qual s'inclou fotos i vídeos, notícies, o guia d'episodis. El registre és opcional i és necessari per a poder opinar en les notícies, crear un bloc personal en el portal o, entre altres coses, puntuar sèries o programes de la pàgina.